# بحيرة توافيسي
62°23′N 23°51′E / 62.383°N 23.850°E
بحيرة توافيسي هي بحيرة متوسطة الحجم في فنلندا. وهي تقع في بلدية فيرات في منطقة بيركنما في غرب فنلندا، البحيرة هي جزء من حوض كوكيماينيوكي وجزء من سلسلة من البحيرات التي تتكون من بحيرات توافيسي وأترنجافي وتارجان، والتي في بدورها تصب في بحيرة رويوفيسي، البحيرة عميقة جدا، وأعمق نقطة فيها هي 85 مترا تحت سطح الأرض.